# Le Champ-de-la-Pierre
Le Champ-de-la-Pierre település Franciaországban, Orne megyében. Lakosainak száma 29 fő (2022. január 1.). Le Champ-de-la-Pierre Rânes, Joué-du-Bois és Saint-Martin-l’Aiguillon községekkel határos.

## Népesség
A település népességének változása:
| Lakosok száma | 42   | 44   | 45   | 41   | 37   | 33   | 31   | 30   | 29   |
|               | 2013 | 2015 | 2016 | 2017 | 2018 | 2019 | 2020 | 2021 | 2022 |